# توم فادن
توم فادن (بالإنجليزية: Tom Fadden)‏ مواليد 6 يناير 1895 في بايارد، آيوا، الولايات المتحدة - الوفاة 14 أبريل 1980 في فلوريدا، الولايات المتحدة، هو ممثل أمريكي بدأ مسيرته الفنية سنة 1915. امتدت مسيرته الفنية لأكثر من 62 عاما.

## أعماله
- إنها حياة رائعة
- ميدالية لبيني (فيلم)
- معرض الولاية (فيلم)

## روابط خارجية
- توم فادن على موقع IMDb (الإنجليزية)
- توم فادن على موقع ألو سيني (الفرنسية)
- توم فادن على موقع أول موفي (الإنجليزية)
- توم فادن على موقع قاعدة بيانات برودواي على الإنترنت (الإنجليزية)
- توم فادن على موقع قاعدة بيانات برودواي على الإنترنت (الإنجليزية)
- توم فادن على موقع قاعدة بيانات الأفلام السويدية (السويدية)
- توم فادن على موقع قاعدة بيانات الفيلم (الإنجليزية)
- توم فادن على موقع كينوبويسك (الروسية)